# Алжир на летних Олимпийских играх 1968
Алжир принимал участие в Летних Олимпийских играх 1968 года в Мехико (Мексика) во второй раз за свою историю, но не завоевал ни одной медали. Страну представляли два боксёра и один гимнаст.

### Бокс
Спортсменов — 2
Мужчины
| Соревнование | Спортсмены   | Первый раунд                 | Второй раунд          | Четвертьфинал        | Полуфинал            | Финал                | Место     |
| Соревнование | Спортсмены   | Соперник Результат           | Соперник Результат    | Соперник Результат   | Соперник Результат   | Соперник Результат   | Место     |
| ------------ | ------------ | ---------------------------- | --------------------- | -------------------- | -------------------- | -------------------- | --------- |
| до 57 кг     | Али Мебарки  | Мохамед Сурур (MAR) Пор. 1:4 | Завершил выступление  | Завершил выступление | Завершил выступление | Завершил выступление | 17        |
| до 67 кг     | Рабах Лабиод |                              | Джулиус Луипа Пор 1:4 | Не прошёл            | Не прошёл            | Не прошёл            | Не прошёл |

## Спортивная гимнастика
Мужчины
| Спортсмен    | Вид                       | Опорный прыжок | Опорный прыжок | Вольные упражнения | Вольные упражнения | Конь      | Конь  | Кольца    | Кольца | Брусья    | Брусья | Перек- ладина | Перек- ладина | Многоборье | Многоборье |
| Спортсмен    | Вид                       | Результат      | Место          | Результат          | Место              | Результат | Место | Результат | Место  | Результат | Место  | Результат     | Место         | Результат  | Место      |
| ------------ | ------------------------- | -------------- | -------------- | ------------------ | ------------------ | --------- | ----- | --------- | ------ | --------- | ------ | ------------- | ------------- | ---------- | ---------- |
| Ларби Лажари | Индивидуальное первенство | 17,45          | 99             | 17,30              | 83                 | 13,65     | 108   | 14,25     | 110    | 16,72     | 102    | 17,95         | 71            | 97,35      | 105        |